# Florida 135
El club Florida 135 es una discoteca de música electrónica en Fraga, Aragón, España. Se considera la discoteca en activo más antigua del país. Además se trata de un negocio familiar, pues desde su fundación en 1942 por Juan Arnau Ibarz, ha permanecido en la familia Arnau hasta la actualidad, la misma que creó y dirige el Monegros Desert Festival en la vecina Candasnos y elrow en Viladecans. La discoteca Florida 135 es apodada como «la Catedral del techno».

## Historia
A lo largo de su historia, el club ha recibido varios nombres y también diferentes funciones. En un principio fue abierto como sala de cine. Fue fundado en 1942 por Juan Arnau Cabasés y Francisca Ibarz Quer, un matrimonio que dieciocho años antes huyó de la cercana Aitona debido a que sus familias desaprobaban su casamiento por diferencias ideológicas (los Arnau eran republicanos, mientras que los Ibarz sublevados). Al parecer, denominaron a su establecimiento Cines Florida porque un amigo del matrimonio tenía un Bar California el cual era muy rentable, y les animó a usar el nombre de un estado americano.
Durante la década de 1950, llegaron desde Estados Unidos los discos, altavoces y micrófonos, y se puso de moda el rock. Así pues, Juan Arnau ideó una sala de baile anexa al cine a la cual se accedía por una entrada a través del mismo, llamada Garden Terrace Florida, y más tarde mejorada como Saloon Florida.En 1963 el fundador Juan Arnau fallece por infarto, un día antes de actuar Xavier Cugat y Abbe Lane. Es entonces cuando cogen las riendas del negocio sus hijos Juan y José Arnau Ibarz, y sus respectivas esposas Pilar Durán y Carmen Usón. Fueron estos dos matrimonios los que enterraron definitivamente la vieja concepción del «baile» como salón y apostaron por una nueva concepción del espectáculo. En 1973 refundan el sitio como Florida Fraga (FF), sustituyendo las orquestas por DJs. Además, Pilar Durán era hija de los dueños de una sala de cine rival en Fraga, los Cines Victoria, por lo que al heredar ambos negocios, la familia se convirtió en la máxima responsable del ocio nocturno fragantino. En un principio fue el tío de Pilar, Santiago Satorres, quien actuó como gerente «neutral» de ambos negocios.
El club Florida Fraga se transformó en una macrodiscoteca, en la línea de Bocaccio de Barcelona (donde se reunía la Gauche Divine), el Maddox de Platja d'Aro, Barbarela de Palma o el Revolution de Lloret. El cambio fue total: desapareció la separación de sexos y los descansos entre pieza y pieza. No era preciso «sacar a bailar», pues el rock se bailaba «suelto» y, en definitiva, las madres dejaron de acudir al Florida. Asimismo, la competencia fue creciendo, al igual que la afición, pues todas las poblaciones importantes tenían su discoteca.
En 1978 un incendio destruye el club por completo, aunque en mes y medio logró ser reconstruido de forma idéntica al original. En 1985 fallece José Arnau, de manera que se queda al mando del negocio su hermano mayor Juan, junto con su mujer Pilar, su hijo Juanito Arnau y la esposa de éste Mª Cruz Lasierra. Con el objetivo de refundar el club, contratan para remodelarlo al reputado interiorista catalán Xavier Regàs i Pagès –quien también diseñó las discotecas Sunset en Madrid, la mencionada Boccacio de Barcelona o Barbella y Bales en Palma entre otras. Fue entonces renombrado como Florida 135, en honor a la calle 135 del Bronx de Nueva York (más tarde sería renombrado brevemente como Florida 135 Tendenze Club). Regàs ambientó el club en El Bronx, inspirándose en las películas Blade Runner (1982) y West Side Story (1961). El club se componía de dos espacios: uno más de rock y el otro de música española y latinoamericana. No fue hasta 1993 cuando los Arnau desplazaron el rock y apostaron por el sonido «maquinero», siendo un concierto de Front 242 como el primero de esta nueva etapa.

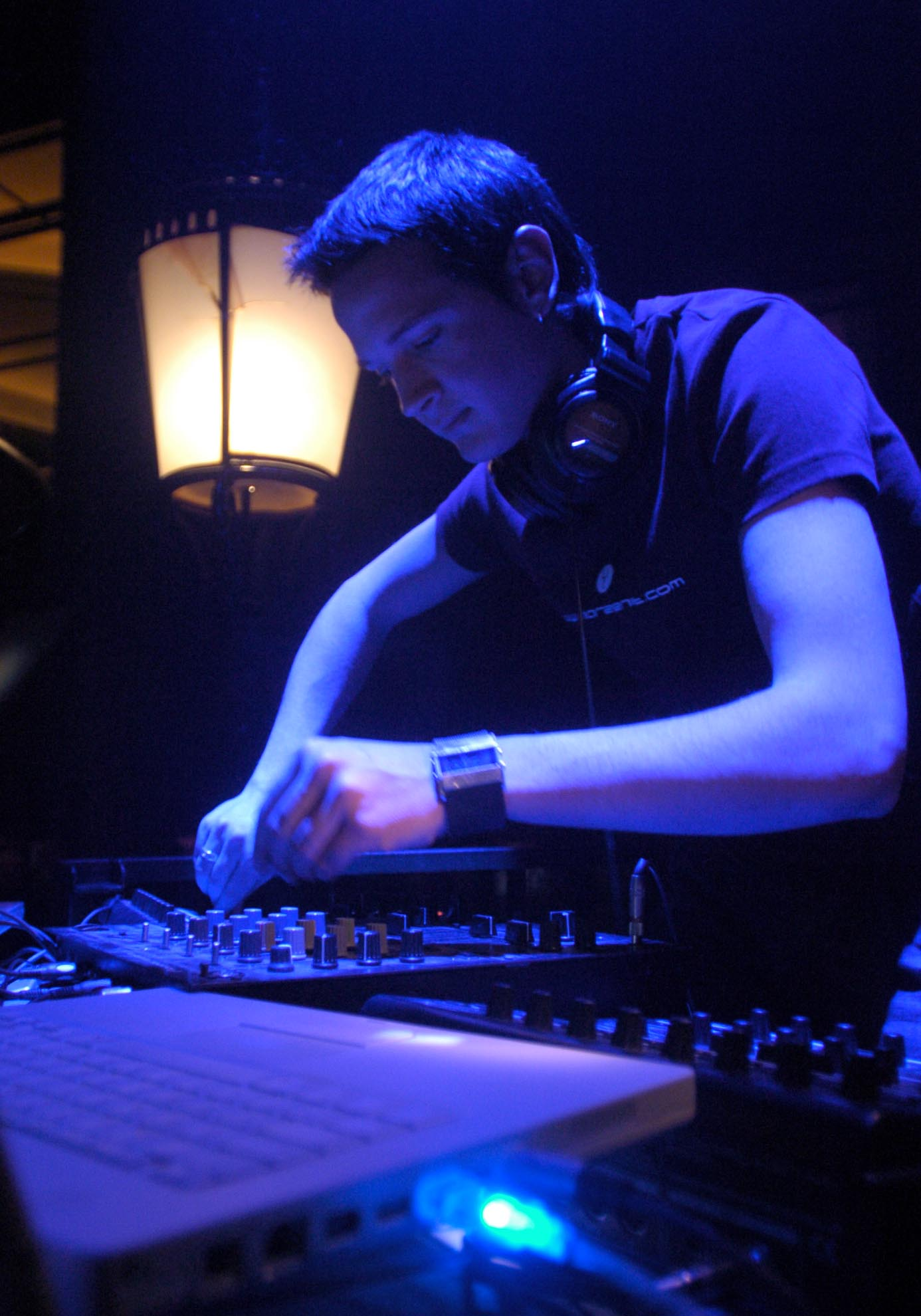
El DJ Marc Marzenit pinchando en el Florida 135 (2009).

Desde entonces, año tras año, el club Florida 135 se ha ido forjando como una de las discotecas electrónicas más icónicas de España. En el Florida 135 se escuchaban las nuevas tendencias de música electrónica, tipo disco, electropop, goa trance, house y acid, la màkina catalana y el bakalao valenciano. En las últimas décadas, su estilo musical se ha enfocado específicamente en el house y el techno, y se ha consagrado como la discoteca más antigua de España. En el Florida han pinchado DJ de la talla de Richie Hawtin, Carl Cox, Kenny Larkin, Jeff Mills, Francesco Farfa o Sven Väth.
En 2008, la familia Arnau tuvo que cerrar los Cines Florida, debido a la crisis de las salas de cine. En los años siguientes vendría la crisis de las discotecas, aunque afortunadamente el club Florida se supo adaptar y no quebrar. Entre 2008 y 2019 cerraron un 64% de las discotecas en España, algunas legendarias como Anaconda en Baracaldo (1973–2017) o las salas Buddha y Gabana en Madrid (1996–2018). En 2019, los Arnau firmaron un convenio con el Ayuntamiento de Fraga, en el que cedían por 50 años su antiguo cine Florida para reabrirlo como teatro y auditorio. Según la alcaldesa de Fraga Carmen Costa (PP), «se bautizará al edificio como Teatro-Auditorio Florida» y «contribuirá a revitalizar el casco antiguo».
Entre el 15 de mayo y el 1 de junio de 2013, los graffiteros barceloneses Aryz y Pepe Vicio embellecieron la fachada del club, lo que suponen 900 m² de superficie pintada.

## Ubicación
Florida 135 se encuentra en el Camino Sotet, n.º 2, frente al río Cinca, en el margen derecha (oriental). Para llegar desde la  A-2  se puede tomar la salida 436 o bien la salida 439. Ambas desembocan en la  N-2 , que se deberá seguir hasta llegar al río y entonces tomar la avenida Reyes Católicos, que desemboca directamente en el Camino Sotet.
- – salida 436